# Felicity Field
Felicity Field (Chichester, 4 marzo 1946) è un'ex sciatrice alpina britannica.

## Biografia
Sciatrice polivalente, Felicity Field debuttò in campo internazionale in occasione del Critérium de la première neige 1964 (Val-d'Isère, 16-19 dicembre), dove si classificò 22ª nello slalom speciale e 16ª nella combinata; nella stagione seguente esordì ai Campionati mondiali e a Portillo 1966 si piazzò 24ª nello slalom gigante e non completò lo slalom speciale. Esordì in Coppa del Mondo nella stagione inaugurale del circuito, l'8 gennaio 1967 a Oberstaufen in slalom gigante (18ª); l'anno dopo partecipò ai X Giochi olimpici invernali di Grenoble 1968, sua unica presenza olimpica, dove si classificò 6ª nella discesa libera, 24ª nello slalom gigante, 14ª nello slalom speciale e 9ª nella combinata, disputata in sede olimpica ma valida solo ai fini dei Mondiali 1968. Ai Mondiali di Val Gardena 1970, sua ultima presenza iridata, si piazzò 23ª nella discesa libera, 33ª nello slalom gigante e non completò lo slalom speciale; in Coppa del Mondo conquistò il miglior risultato (eccettuato quello ottenuto nella discesa libera olimpica e valido anche per la Coppa del Mondo) il 14 marzo dello stesso anno a Voss in slalom speciale (10ª), nella sua ultima gara in carriera.

## Palmarès

### Coppa del Mondo
- Miglior piazzamento in classifica generale: 36ª nel 1968